# Hughes H–4 Hercules
A Hughes H–4 Hercules (lajstrom: NX37602) ("Spruce Goose") egy nehéz teherszállítórepülőgép-prototípus, amelyet a Hughes Aircraft vállalat gyártott. A repülőgép mindössze egyszer repült 1947. november 2.-án, a repülőgépből egyetlenegy darabot építettek meg. A H–4-est fából építették, mivel az alumínium korlátozva volt a fegyverekre, a gépnek a ’Spruce Goose’, vagyis Lucfenyő-gúnár nevet adták annak ellenére, hogy nyírfából készült, nem fenyőből. Ez a valaha megépült legnagyobb repülőcsónak. A fennmaradt jó állapotban lévő repülőgép az USA-beli Oregon államban McMinnville-ben, az Evergreen Aviation Múzeumban található.
Egyszer szállt fel, kb. 2 kilométeres távot repült 21 méter csúcsmagassággal, 217 km/óra sebességre gyorsulva. A terhelhetőségét sosem tesztelték.

## Galéria

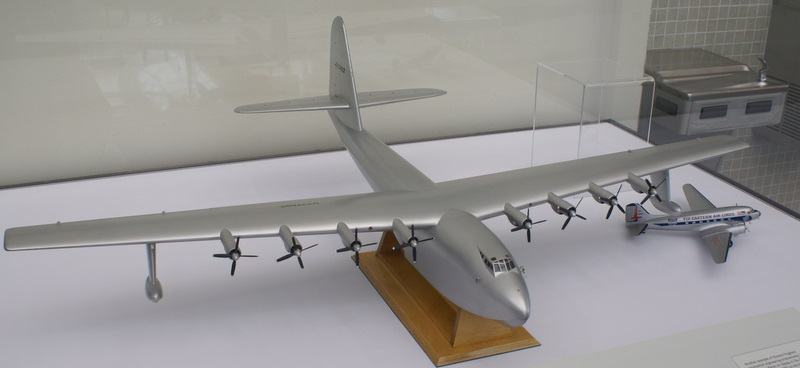
Méret különbség a H-4 és a DC-3 között
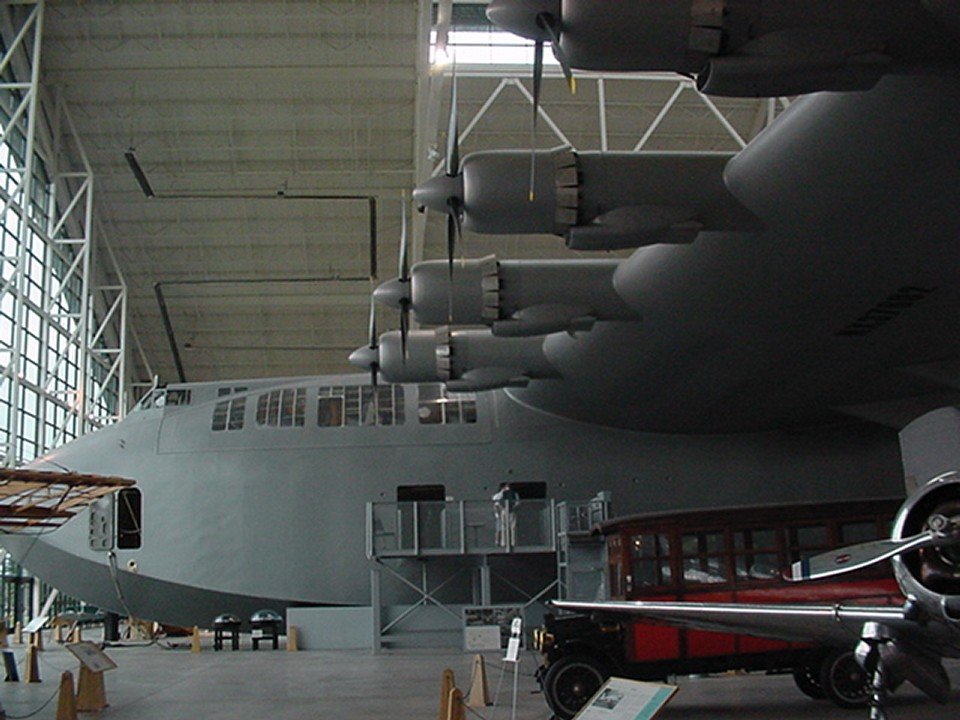
Hughes H-4 Hercules az Evergreen Aviation Múzeumban
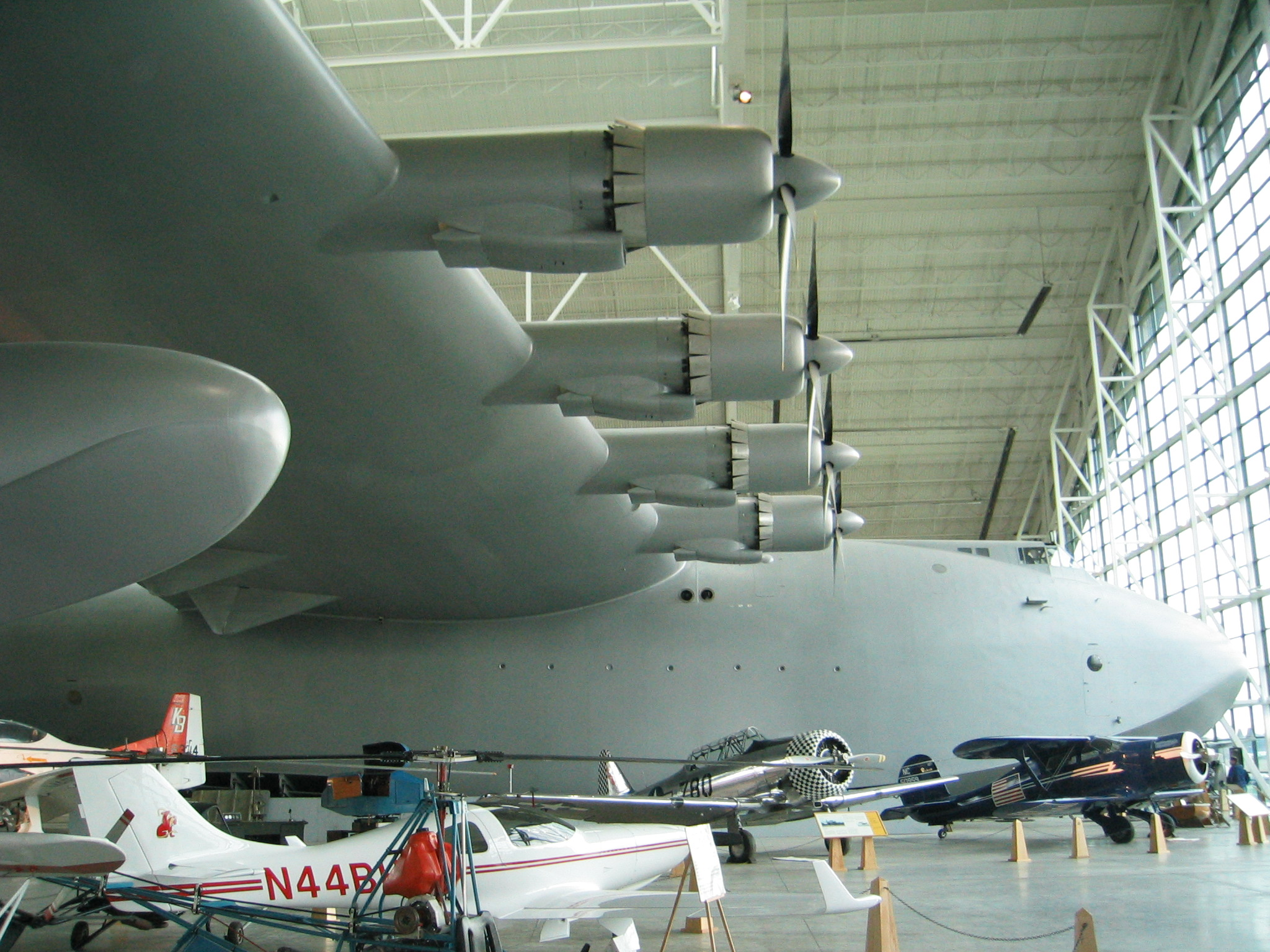
a H-4-es az Evergreen Aviation Múzeumban
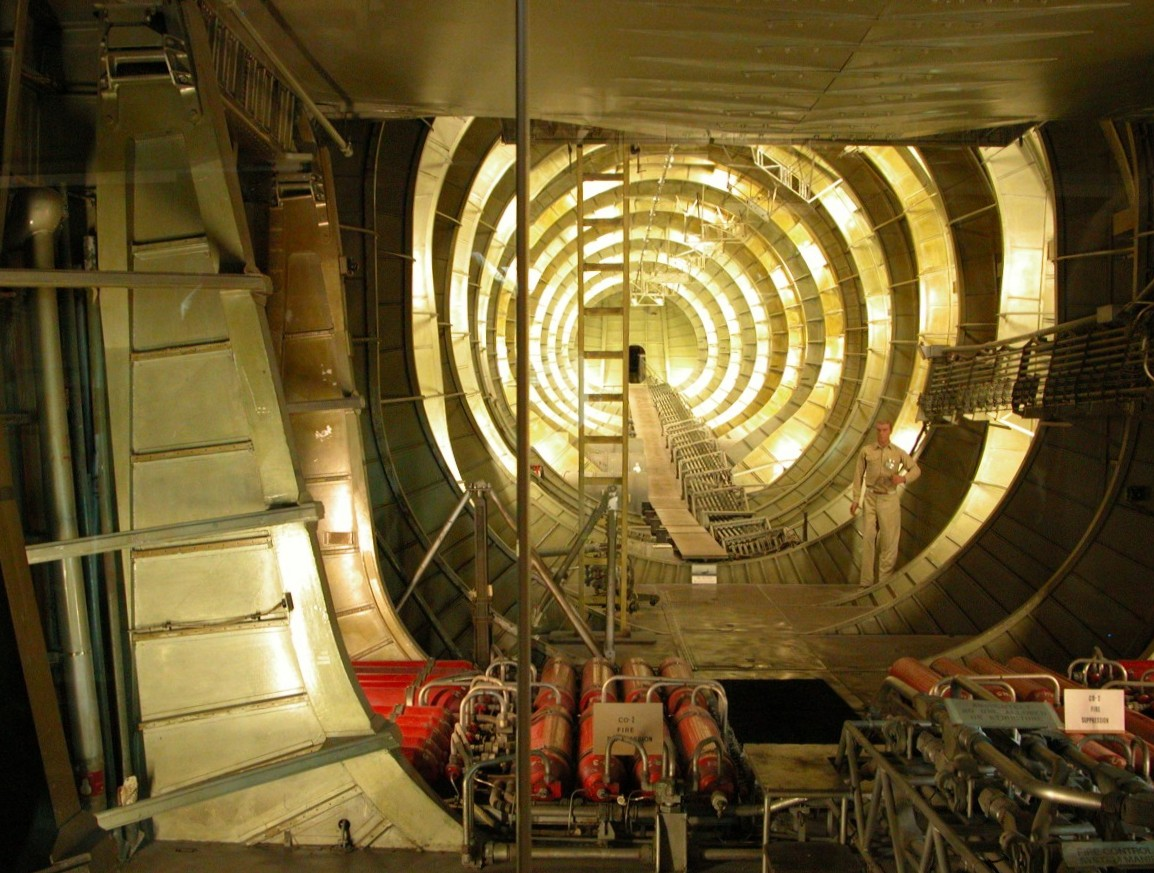
A H-4-es hátsótörzse belülről
A legnagyobb repülőgépek méreteinek összehasonlítása